# Leonetto Amadei
Leonetto Amadei (Seravezza, 7 agosto 1911 – Marina di Pietrasanta, 10 novembre 1997) è stato un giurista e politico italiano.

## Biografia
Laureatosi giovanissimo all'università di Pisa, Amadei fece il tirocinio presso lo studio dell'avvocato Luigi Salvatori, che negli anni 1919-1920 fu deputato socialista nel collegio della Versilia. Come avvocato, Leonetto Amadei patrocinò spesso cause in difesa dei più deboli, degli oppressi e dei lavoratori.
Nel 1946 venne candidato dal Partito Socialista Italiano alle elezioni per la Assemblea Costituente, e successivamente alla sua elezione fu nominato nella Commissione dei 75. Si impegnò soprattutto nell'elaborazione della prima parte della Costituzione della Repubblica Italiana.
Successivamente venne eletto deputato nella circoscrizione di Lucca, Livorno, Pisa e Massa Carrara, sempre nelle liste del PSI, e ricoprì anche l'incarico di Sottosegretario al Ministero di Grazia e Giustizia nel primo Governo Rumor. Venne rieletto per diversi mandati parlamentari consecutivi fino al 1972, anno in cui divenne componente della Corte Costituzionale.
Eletto giudice costituzionale dal Parlamento il 27 giugno 1972, giurò il 28 giugno 1972. Venne eletto Presidente della stessa Corte il 5 marzo 1979 e cessò dalla carica di Presidente il 28 giugno 1981.

## Incarichi parlamentari

### Assemblea costituente
- Segretario dell'Ufficio di Presidenza
- Componente della Commissione per la Costituzione
- Componente della Prima Sottocommissione

### Camera dei deputati
- Componente della Giunta per le autorizzazioni a procedere in giudizio - I legislatura
- Componente della III Commissione (Giustizia) - I e II legislatura
- Componente della Commissione speciale per l'esame dei disegni di legge n. 31: "Conversione complessiva di decreti legge" - I legislatura
- Componente della Commissione speciale per la ratifica dei decreti legislativi emanati nel periodo della Costituente - I e II legislatura
- Componente della Commissione d'indagine per accertare la fondatezza dell'accusa di diffamazione contro il deputato Viola e delle accuse mosse dal deputato Viola contro il deputato Giammarco - I legislatura
- Componente della Commissione speciale per l'esame delle proposte di legge costituzionali Aldisio e Li Causi nn. 2406 e 2810 concernente l'Alta Corte per la Regione Siciliana e la Corte Costituzionale - II legislatura
- Componente della Commissione speciale per l'esame del disegno di legge n. 1264: "Norme in materia di locazioni e sublocazioni di immobili urbani" e delle proposte di legge in materia di locazioni e sfratti - II legislatura
- Componente della Commissione parlamentare consultiva per l'emanazione delle norme relative alle circoscrizioni territoriali e alle piante degli uffici giudiziari - II legislatura
- Componente della IV Commissione (Giustizia) - III e V legislatura
- Vicepresidente della IV Commissione (Giustizia) - III e IV legislatura
- Presidente della IV Commissione (Giustizia) - IV legislatura
- Componente della Giunta delle elezioni - III e IV legislatura
- Componente della VI Commissione (Finanze e Tesoro) - III legislatura
- Componente della Commissione speciale per l'esame della proposta di legge Lucifredi ed altri n. 195: "Norme generali sull'azione amministrativa" - III legislatura
- Componente della Commissione parlamentare per il parere al governo sulle norme delegate relative alla disciplina della circolazione stradale - III legislatura
- Componente della Commissione parlamentare d'inchiesta sulla "Anonima banchieri" - III legislatura
- Componente della Commissione d'indagine richiesta dall'on. Vassalli a norma dell'art. 58 del Regolamento - V legislatura
- Componente della Commissione Parlamentare per le questioni regionali - V legislatura